# Alfa 15/20 HP

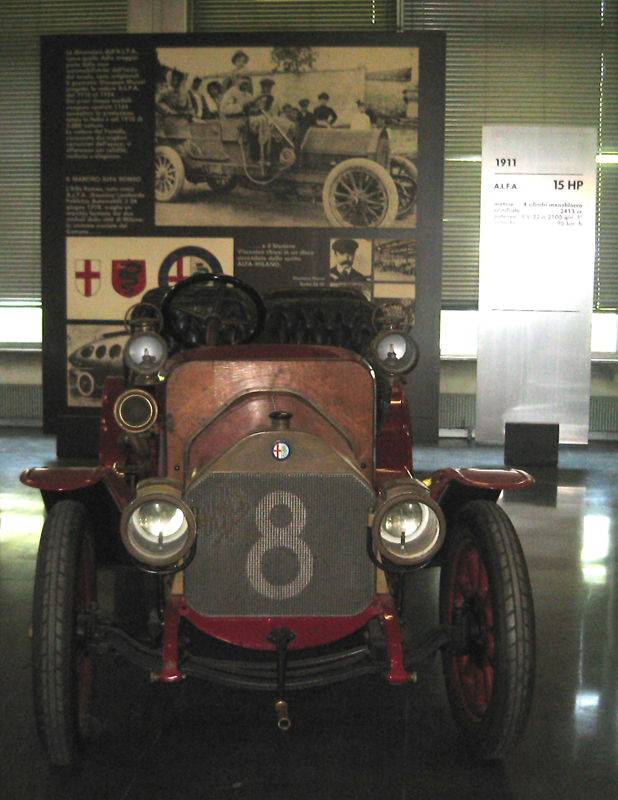
Alfa 15/20 HP 1911

Alfa 15/20 HP började tillverkas 1910. De var konstruerade av Giuseppe Merosi (1872-1957). Han var född i Piacenza och hade tidigare arbetat som chefskonstruktör hos Bianchi i Milano. En av de första Alfa-modellerna var 12 HP, på 2,4-liter, som med tiden blev 15/20 HP. Modellen hade 4-cylindrig enblocks sidventilmotor och kardandrift och ansågs vara välbyggd.